# 울외장아찌
울외장아찌는 울외(월과)를 소금에 절여 수분을 뺀 다음 술지게미로 발효시킨 장아찌이다. 밑반찬으로 먹거나, 김밥에 단무지 대신 넣기도 한다.

## 역사
술지게미로 장아찌를 담가 먹은 것은 삼국 시대부터인 것으로 추정된다. 《임원경제지》 〈정조지〉에 생강, 무, 외, 가지, 마늘, 배추 등을  술지게미에 절이는 방법이 언급된다. 이러한 술지게미 절임이 이후 일본으로 전파되어 나라 지방에서 나라즈케로 발전했다.
이후 일제강점기 때 역수입된 울외(월과) 장아찌가 군산 지역에 "나나스끼" 또는 울외장아찌"로 불리며 남게 되었다. 일제강점기 군산은 한반도에서 수탈한 쌀을 일본으로 실어 나르는 거점인 군산항을 중심으로 일본인들이 많이 거주하고, 사케(일본식 청주) 양조장이 많은 지역이었다. 군산 지역에서 월과를 "울외"라고 부르게 된 것도 일제강점기 때 일로, 월과의 일본 이름인 "시로우리(白瓜)"의 "우리(瓜)"를 "울"로 따오고, 여기에 "참외"나 "돌외"의 "외"를 붙인 것으로 추정된다.